# N
La n (en mayúscula N, nombre ene, plural enes) es la decimocuarta letra y la undécima consonante del alfabeto español y del alfabeto latino básico.
En español representa un fonema sonante, nasal y alveolar.

## Historia
Se corresponde con la letra N del alfabeto latino o romano. La letra semítica Nûn era probablemente la imagen de una serpiente. La n es el origen de la virgulilla (~).
| \| \| | I10 |
|       |     |

|  |

| \| \| | I10 |
|       |     |

|  |

## Uso fonético
En la norma culta del español en España y América, la grafía N tiene una articulación alveolar nasal, /n/, con la punta de la lengua apoyada en la montaña alveolar, justo encima de los incisivos superiores. Esta /n/ suele asimilarse al punto de articulación de la consonante que le sigue; así la /n/ es dental delante de /t/ (antes), velar [ŋ] delante de /x/, /k/ y /g/ (baŋco, coŋ gente), bilabial [m] delante de /m/ (inmóvil, con matices) o /b/ (han bombardeado).
A pesar de lo dicho anteriormente, en extensas áreas de América y España la -n final e implosiva, no se articula alveolar /n/, sino velar [ŋ]. Esta articulación es igual a la de la /n/ seguida de consonantes velares, como en "banco". Actualmente la -n se articula velar en casi toda Andalucía, Extremadura, León, Asturias y Galicia y se encuentra en expansión en las regiones vecinas (en Murcia y partes de La Mancha por ejemplo). En la América hispana la -n velar se conoce en toda la cuenca caribeña, a saber, América Central, norte de Colombia, Venezuela y las Antillas (Cuba, Puerto Rico, República Dominicana). También suele ser velar la -n en todas las regiones del Pacífico, desde la costa pacífica colombiana hasta Chile. Son tantas las zonas con -n velar en América Latina que resulta más fácil decir las que tienen -n alveolar: casi todo México (excepto alguna zona costera del Caribe), interior de Colombia, casi toda Bolivia, Paraguay, Uruguay y Argentina, pese a que también en el cono sur se ha encontrado -n velar. En buena parte de las regiones latinoamericanas la -n velar no es solo final de palabra (camióŋ, paŋ) como sucede en las zonas de España señaladas, sino que cualquier -n implosiva se articula velar: cambio ['kaŋbjo], antes ['aŋtes].

## Reglas para su uso ortográfico
Se escriben con N: 
- Todas las palabras con este fonema; naranja, mano, manzana, níspero, anillo, camión.
- Antes de cualquier consonante que no sea B o P, con la excepción de hámster.
- En las formas de tercera persona plural, se le añade una N final.
- La N desparece en ciertos prefijos antes de L y RR; in + legal = ilegal, in + real = irreal.

## Unicode
Esta letra se representar con los siguientes caracteres Unicode:
| Carácter      | N                      | N                      | n                    | n                    |
| ------------- | ---------------------- | ---------------------- | -------------------- | -------------------- |
| Unicode       | LATIN CAPITAL LETTER N | LATIN CAPITAL LETTER N | LATIN SMALL LETTER N | LATIN SMALL LETTER N |
| Codificación  | decimal                | hex                    | decimal              | hex                  |
| Unicode       | 78                     | U+004E                 | 110                  | U+006E               |
| UTF-8         | 78                     | 4E                     | 110                  | 6E                   |
| Ref. numérica | &#78;                  | &#x4E;                 | &#110;               | &#x6E;               |

## Representaciones alternativas
En alfabeto fonético aeronáutico se le asigna la palabra November (noviembre).
En código morse es:  -· 

Banderas de señales
Alfabeto semáforo
Lectura Braille
Alfabeto manual